# 坎圖瓦克里克 (加利福尼亞州)
坎圖瓦克里克（英語：Cantua Creek）是位於美國加利福尼亞州弗雷斯諾縣的一個人口普查指定地區。

## 地理
坎圖瓦克里克的座標為36°30′05″N 120°18′59″W / 36.50139°N 120.31639°W，而該地最高點為海拔高度90米（即295英尺）。

## 人口
根據2010年美國人口普查的數據，坎圖瓦克里克的面積為9.833平方千米，當中陸地面積為9.833平方千米，而水域面積為0.000平方千米。當地共有人口466人，而人口密度為每平方千米47人。